# Енергетик (Бурштин)

Попередня емблема

«Енерге́тик» — український футбольний клуб із міста Бурштина Галицького району Івано-Франківської області. Провів сім сезонів у групі «А» другої ліги, стільки ж сезонів відіграв у першій лізі чемпіонату України. Утворений 1948 року. Матчі проводить на стадіоні «Енергетик» (4000 глядачів). Кольори клубу — помаранчево-чорні. 2012 року припинив виступи на професіональному рівні через фінансові труднощі.
Колишні назви: ДРЕС, «Авангард», «Генератор».
Адреса: 77111, м. Бурштин, Івано-Франківська область, вул. Міцкевича, 49.

## Історія
У повоєнний час у Бурштині було створено спорттовариства «Колгоспник» і «Авангард», команди яких без особливих успіхів виступали у районних та обласних змаганнях.
Підйом бурштинського футболу розпочався на початку 60-х років XX століття, коли велося будівництво ДРЕС. У різні роки команда електростанції називалася по-різному: ДРЕС, «Авангард», «Генератор», «Енергетик». На провідні ролі бурштинці, втім, виходили зрідка. Кілька років вони взагалі не брали участі в жодних змаганнях, оскільки старий місцевий стадіон був похований під водами штучного моря. Час від часу бурштинцям доводилось проводити перекваліфікацію у другому обласному дивізіоні. Востаннє — у 1987 році.
У 1967 році «енергетики» вперше здобули один з комплектів нагород чемпіонату Івано-Франківщини — «бронзу». Цей успіх залишався найвищим досягненням команди аж до 1990 року, коли «Енергетик» здобув «срібло». У 90-х роках XX століття бурштинці міцно закріпилися серед найкращих клубів області. Друге місце команда виборювала ще двічі — у 1995 і 1997 роках.
У 1988 році розпочався небувалий підйом футболу в містечку енергетиків. Бурштинській команді повернули давню назву — «Енергетик». Разом зі зміною назви, розпочалося створення колективу, здатного підкорювати вершини обласного футболу. Поряд із головною командою з'явилось ще декілька самобутніх футбольних колективів, про котрі уже за кілька років заговорять на повний голос… Цього ж року, одного з найвідоміших вихованців клубу — Володимира Шарана запросили до юнацької збірної СРСР.
У наступному, 1989 році, енергетики посіли друге місце у своїй зоні та потрапили до десятки найкращих команд області, котрі змагались за медалі обласної першості. «Енергетик» посів третє місце та вперше за свою історію виборов право приймати на своєму стадіоні матчі Чемпіонату України серед колективів фізкультури…
На всеукраїнській арені «Енергетик» дебютував ще у 1990 році. Це була своєрідна буферна зона, з якої 96 команд, поділених на шість зон, здобували путівки до ліги майстрів. Змагаючись у 2-й зоні чемпіонату серед колективів фізичної культури, команда виборола 13-те місце серед 16 учасників. Наступного року вона фінішувала 11-ю з 15 колективів.

### Чемпіонат і Кубок серед аматорів
Повернення «Енергетика» після п'ятирічної перерви до аматорської ліги було напрочуд вдалим: не зазнавши жодної поразки, колектив заслужено став чемпіоном України, отримавши перепустку до другої ліги майстрів. У тому ж 1998 році бурштинці здобули «золото» обласного чемпіонату.
| Рік       | Етап, група               | І  | В  | Н | П | РМ   | О  | Місце  |
| --------- | ------------------------- | -- | -- | - | - | ---- | -- | ------ |
| 1997/1998 | 1 група                   | 8  | 6  | 2 | 0 | 10−3 | 20 | 1 з 5  |
| 1997/1998 | Фінальний турнір, 1 група | 3  | 3  | 0 | 0 | 7−1  | 9  | 1 з 4  |
| 1997/1998 | Матч за 1-2 місця         | 1  | 1  | 0 | 0 | 1−0  | 3  | 1 з 2  |
| Всього:   |                           | 12 | 10 | 2 | 0 | 18−4 | 46 | 1 з 29 |

У Кубку України серед аматорів 1997/1998 команда дійшла до півфіналу, поступившись хоростківській «Зорі» 2:4 за сумою двох матчів.
| Рік       | Етап     | І | В | Н | П | РМ  | О |
| --------- | -------- | - | - | - | - | --- | - |
| 1997/1998 | Півфінал | 6 | 3 | 1 | 2 | 9−8 | 7 |

Гравець «Енергетика» Василь Костюк став найкращим бомбардиром чемпіонату (9 м'ячів) і Кубка (5 м'ячів) серед аматорів.

### Чемпіонати України
Перемога в аматорській лізі дозволила «Енергетику» взяти участь у другій лізі чемпіонату України. Перший матч на професіональному рівні команда провела 6 серпня 1998 року в Ужгороді на стадіоні «Авангард» проти місцевої «Верховини». Матч закінчився нульовою нічиєю. А в наступному матчі 10 серпня бурштинці здобули першу перемогу в чемпіонатах України, перемігши вдома долинський «Нафтовик» 1:0.
У другій лізі «Енергетик» тричі сходив на п'єдестал пошани: 2000 року команда фінішувала третьою, а в 2003 та 2005 роках — другою. Після закінчення сезону 2004/2005 років, завдяки вдалому збігу обставин «Енергетик» здобув право грати у першій лізі: переможець групи «А» «Рава» не зуміла з фінансових причин підвищитись у ранзі, тому згідно з регламентом змагань це право отримали бурштинці. Дебютний сезон у першій лізі команда завершила чотирнадцятою, а наступний — восьмою.
Наприкінці сезону 2011/2012 року клуб був виключений зі змагань за дві неявки. Команда була розформована.
Через рік, у квітні 2013 року, «Енергетик» об'єднався з галицьким «Гал-Вапном». Об'єднана команда отримала назву «Гал-Вапно-Енергетик» і представляє Галич в обласній першості. Матчі проводить на стадіонах «Колос» у Галичі й «Енергетик» у Бурштині.
| Рік       | Ліга, зона, група   | I   | В   | Н   | П   | РМ      | О   | Місце    |
| --------- | ------------------- | --- | --- | --- | --- | ------- | --- | -------- |
| 1998/1999 | Друга ліга, група А | 28  | 9   | 7   | 12  | 23−30   | 34  | 11 із 15 |
| 1999/2000 | Друга ліга, група А | 30  | 16  | 5   | 9   | 38−27   | 53  | 3 із 16  |
| 2000/2001 | Друга ліга, група А | 30  | 11  | 8   | 11  | 34−34   | 41  | 9 із 16  |
| 2001/2002 | Друга ліга, група А | 36  | 11  | 8   | 17  | 49−54   | 41  | 12 із 19 |
| 2002/2003 | Друга ліга, група А | 28  | 19  | 2   | 7   | 44−23   | 59  | 2 із 15  |
| 2003/2004 | Друга ліга, група А | 30  | 14  | 7   | 9   | 41−28   | 49  | 5 із 16  |
| 2004/2005 | Друга ліга, група А | 28  | 15  | 6   | 7   | 43−29   | 51  | 2 із 15  |
| 2005/2006 | Перша ліга          | 34  | 8   | 12  | 14  | 31−44   | 36  | 14 із 18 |
| 2006/2007 | Перша ліга          | 36  | 15  | 11  | 10  | 44−33   | 56  | 8 із 19  |
| 2007/2008 | Перша ліга          | 38  | 13  | 9   | 16  | 39−44   | 48  | 13 із 20 |
| 2008/2009 | Перша ліга          | 32  | 8   | 7   | 17  | 29−43   | 31  | 14 із 17 |
| 2009/2010 | Перша ліга          | 34  | 8   | 11  | 15  | 32−49   | 35  | 15 із 18 |
| 2010/2011 | Перша ліга          | 34  | 10  | 6   | 18  | 29−49   | 36  | 16 із 18 |
| 2011/2012 | Перша ліга          | 34  | 5   | 4   | 25  | 26−78   | 19  | 17 із 18 |
| Усього    | 14 чемпіонатів      | 452 | 162 | 103 | 187 | 502−565 | 589 |          |

Виступи в лігах:
| Ліга   | У  | І   | В   | Н   | П   | РМ      | О   |
| ------ | -- | --- | --- | --- | --- | ------- | --- |
| Перша  | 7  | 242 | 67  | 60  | 115 | 230−340 | 261 |
| Друга  | 7  | 210 | 95  | 43  | 72  | 272−225 | 328 |
| Усього | 14 | 452 | 162 | 103 | 187 | 502−565 | 589 |

### Кубки України
У Кубку України команда бере участь з 1999 року. Перший матч у Кубку команда зіграла 18 серпня 1999 року (матч 1/32 фіналу Кубка другої ліги) вдома проти ФК «Калуш», господарі перемогли 1:0. На наступному етапі «Енергетик» поступився за сумою двох матчів «Буковині» з Чернівців.
Найвище досягнення в Кубку України — вихід в 1/16 фіналу в 2006/2007 і 2007/2008 роках.
| Рік       | Етап                          | І  | В | Н | П  | РМ    | О  |
| --------- | ----------------------------- | -- | - | - | -- | ----- | -- |
| 1999/2000 | 1/16 фіналу Кубка другої ліги | 3  | 1 | 1 | 1  | 3−3   | 3  |
| 2000/2001 | 1/4 фіналу Кубка другої ліги  | 3  | 2 | 0 | 1  | 6−1   | 4  |
| 2001/2002 | Третій етап                   | 6  | 3 | 0 | 3  | 5−8   | 6  |
| 2002/2003 | 1/32 фіналу                   | 1  | 0 | 0 | 1  | 0−1   | 0  |
| 2003/2004 | 1/32 фіналу                   | 1  | 0 | 0 | 1  | 0−0   | 0  |
| 2004/2005 | 1/32 фіналу                   | 1  | 0 | 0 | 1  | 1−3   | 0  |
| 2005/2006 | 1/32 фіналу                   | 1  | 0 | 0 | 1  | 1−2   | 0  |
| 2006/2007 | 1/16 фіналу                   | 2  | 1 | 0 | 1  | 2−2   | 2  |
| 2007/2008 | 1/16 фіналу                   | 2  | 1 | 0 | 1  | 4−4   | 2  |
| 2008/2009 | Другий попередній етап        | 1  | 0 | 0 | 1  | 0−1   | 0  |
| Усього:   | 10 турнірів                   | 21 | 8 | 1 | 12 | 22−25 | 15 |

## Досягнення
- Срібний призер турніру команд другої ліги, група «А» (2002/2003, 2004/2005).
- Бронзовий призер турніру команд другої ліги, група «А» (1999/2000).
- Чемпіон України серед аматорських команд 1997/1998
- Чемпіон Івано-Франківщини 1997/1998
- Срібний призер обласної першості 1990, 1994/1995, 1996/1997
- Бронзовий призер обласної першості 1967
- Володар Кубка області 1996/1997
- Півфіналіст Кубка України серед аматорів 1997/1998

- Найбільші перемоги:
  - у чемпіонатах України: 7:2 («Чорногора», 3 вересня 2001, Бурштин); 5:0 («Борисфен-2», 23 травня 2004, Бурштин)
  - у кубках України: 4:2 («Волинь», 8 серпня 2007, Бурштин); 2:0 («Кремінь», 11 серпня 2006, Кременчук)
  - у кубках другої ліги: 5:0 («Динамо» Л, 6 серпня 2000, Бурштин)
  - в чемпіонаті ААФУ: 4:0 («Харчовик» П, 1997/1998, Бурштин)
  - в кубку ААФУ: 4:0 («Інтеркас», 1997/1998, Бурштин)
- Найбільша поразка:
  - у чемпіонатах України: 1:7 («Динамо-ІгроСервіс», 14 квітня 2006, Сімферополь)
  - у кубках України: 0:3 («Динамо» Л, 25 серпня 2001, Львів)
  - у кубках другої ліги: 0:1 («Буковина», 22 вересня 1999, Чернівці; «Сокіл» З, 30 серпня 2000, Золочів)
  - в чемпіонаті ААФУ: команда не програла жодної гри
  - в кубку ААФУ: 0:3 («Зоря» Х, 1997/1998, Хоростків)

## Легіонери Енергетика
Гоча Трапаідзе